# Tylopilus tabacinus
Tylopilus tabacinus es una especie de hongo boletus de la familia Boletaceae. Se caracteriza por un gorro de color leonado café que mide 17.5 centímetros (6,8897637725 pulgadas) de diámetro y un tallo reticulado que mide hasta 16.5 centímetros (6,4960629855 pulgadas) de largo y 6 centímetros (2,362204722 pulgadas) de ancho. Una característica microscópica es una distintiva sustancia cristalina incrustada en la hifa de la superficie del gorro. Esta especie habita el este de Estados Unidos, desde el norte de Florida hasta Rhode Island, también en el este de Mississippi y en el este de México. Es una especie micorriza asociada con los robles y los árboles fagus. Su comestibilidad es desconocida.

## Taxonomía
Esta especie fue descrita por primera vez por el micólogo norteamericano Charles Horton Peck en 1869 bajo del nombre de Boletus tabacinus. Peck recolectó este tipo de especímenes en arcilla en un banco en una cuneta en Alabama. Eilliam Alphonso Murrill transfirió las especies a su recientemente género descrito en 1909: Ceriomyces; este género fue subsimido en boleto. Rolf Singer cambió la especie a Tylopilus en 1944. Singer consideraba que B. tabacinus era la misma especie que Boletus pisciodorus, pero William Alphonso Murrill, despees de examinar los tipos de especímenes de ambas especies, las consideró diferentes. La conclusión de Murrill fue corroborada posteriormente por Alexander H. Smith y por Harry D. Thiers en la monografía de boletos en 1971. En 1945, Singer definió las variedades de amarus and dubius que recolectó en Florida.

## Descripción
El gorro de los cuerpos frutales inicialmente tienen una forma circular, pero posteriormente adquieren una forma ampliamente convexa y con el tiempo se vuelve plana; alcanzan dimensiones de 4.5–17.5 cm (1.8–6.9 pulgadas) de ancho. El color varía entre un amarillo-café y un naranja-café a un café tabaco. La superficie del gorro es seca con una textura de terciopelo, aunque en especímenes más largos la superficie es aerolada (dividida en partes pequeñas por grietas). El margen del gorro es parejo y ondulado.

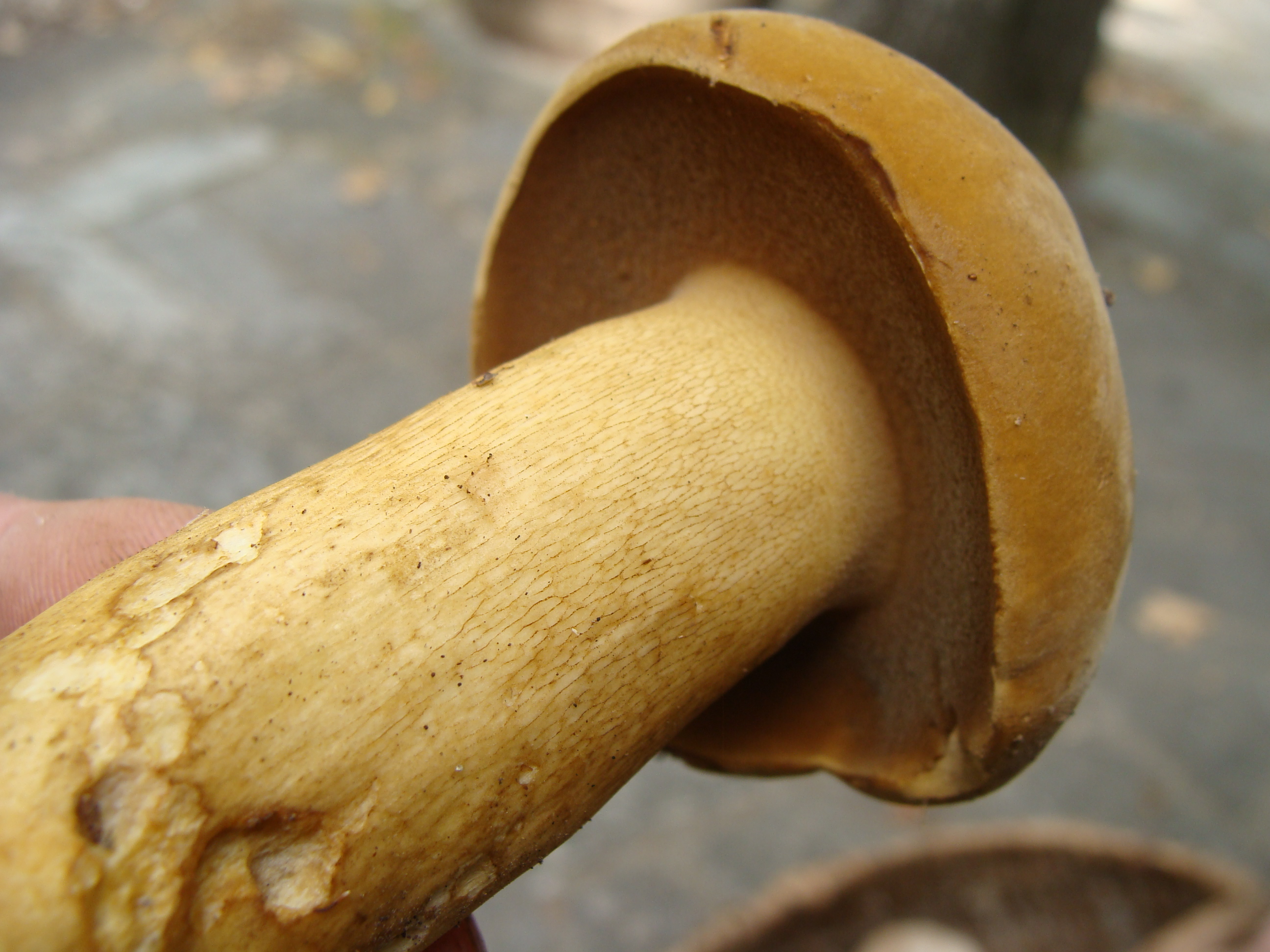
The upper portion of the stem is reticulate.

Los tubos en la parte de abajo del gorro (que comprenden el himenio son entre los colores de café oscuro y café canela. Los poros tienen un color más claro que los tubos y hay entre 1 y 2 poros por milímetro. Los tubos miden 1.4 centímetros (0.5511811018 pulgadas) de largo. La superficie de los poros es se encuentra alrededor del tallo. La carne del gorro es blanca, pero normalmente mancha de un morado o rosa cuando se corta. La estípite mide normalmente entre  4 y 16.5 cm (1.6 y 6.5 pulgadas) by 2.5 y 6 cm (1.0 y 2.4 pulgadas) de ancho. Cuando son pequeños, son bulbosos pero cuando maduran, se vuelven más anchos. Su color es casi el mismo que el del gorro, pero tiende a ser un poco más oscuro en la parte de arriba, donde está reticulado (cubierto con un patrón de una red en las crestas). El olor del hongo se ha descrito como "no distintivo, frutoso y con un ligero olor a pescado" y su sabor tiende a ser un poco amargo aunque generalmente es indistinto y su comestibilidad es desconocida. La especie amarus es similar en apariencia, pero su sabor es más amargo, mientras que el gorro de la especie dubius tiene un color más claro y las reticulaciones en el tallo son menos distintivas.
La impresión de esporas de los árboles frutales varían de un color rosa-café a un color rojo-café. Las esporas miden 10-17 a 3.5-4.5 μm, y se convierten en una forma elíptica. Las esporas tienen una superficie suave y un área en donde la espora se encuentra adjunta al basidio por medio del esterigma. Las paredes de la espora son delgadas, miden 0.2 μm. Se pueden ver de un color amarillo pálido a un verde crema en una solución de hidróxido de potasio, con el reactivo de Melzer se puede ver de un amarillo pálido oxidado y con el azul de metilo se ve azul; cuando no se le añade ningún colorante, se muestran de un color hialino a un amarillo pálido. La cutícula del gorro es un tricoderma entrelazado, un arreglo celular donde las hifas son del mismo largo y se encuentran perpendiculares a la superficie. Las células terminales del tricoderma miden de 6.5 a 11.5 μm de diámetro y son casi iguales en ancho que en largo. Se encuentran incrustadas con una superficie cristalina, una característica que no es común en los Boletos. Las hifas de los tubos son miden de 5.0 a 13.0 μm de diámetro. Las hifas no presentan fíbulas.
Los basidios (células que contienen esporas) de los T. tabacinus tienen una forma de clavo y miden 23.5 a 37.0 por 8.5 a 13.0 μm. Las pleurocystidiosas (cystidia que se encuentra en la superficie interna de los tubos) miden 45.0–60.0 por 6.5–12.5 μm, tienen una forma lanceloada. No tiene cheilocystidiosas (cystidia en los bordes de los tubos). Las caulocystidiosas (cystidia en el tallo) forman las reticulaciones en el tallo, generalmente tienen forma de clavo y miden 21.0–40.5 por 6.5–10.5 μm.

### Especies similares
Pisciodorus Boletus es similar en la forma a Tylopilus tabacinus. Pero la diferencia es que B. pisciodorus tiene esporas que son hialinas en masa y un tono oscuro amarillo-café cuando se ven en un microscopio. De igual manera B. pisciodorus tiene un olor a pescado que se encuentra presente en especímenes secos y recientes.

## Hábitat y distribución
Tylopilus tabacinus forma asociaciones ectomicorrízicas con robles, y los cuerpos frutales generalmente se encuentran solitarios, dispersos, en grupos en el suelo arenoso debajo de los robles o en bosques de robles y pinos en los meses de julio a septiembre. En Estados Unidos, el hongo se distribuye de Florida del norte a Rhode Island y del este a Mississippi. También se ha recolectado de un bosque mesófilo de montaña de un Fagus mexicano, en el estado de Hidalgo (México). La frecuencia del hongo es "ocasionalmente común". Las variedades amarus and dubius son raras, conocidas únicamente por su original ubicación en Gainesville, Florida.